# Aurélie Dupont, l'espace d'un instant
Pour plus de détails, voir Fiche technique et Distribution.
Aurélie Dupont, l'espace d'un instant est un documentaire français réalisé par Cédric Klapisch, diffusé le 2 mars 2010 sur France 3 à 22 h 40.
Le réalisateur Cédric Klapisch fait un portrait d'Aurélie Dupont, danseuse étoile du ballet de l'Opéra national de Paris, qui est filmée pendant trois ans, entre 2006 et 2009,.
Le résultat est un film d'une durée de 55 minutes.

## Synopsis
(mai 2023).
Motif : Certains aspects ne concernent pas le synopsis et devraient être déplacés vers une section idoine.
Cédric Klapisch suit Aurélie Dupont avec la caméra dans la rue, dans le cours du matin, en répétition et en spectacle.
Au début du film il y a des passages, qui sont pris du documentaire Les enfants de la danse de Dirk Sanders, tourné en 1989 avec notamment Aurélie Dupont, Delphine Baey, Clairemarie Osta, Nicolas Le Riche, Jean-Guillaume Bart.
Aurélie Dupont y est filmée à l'âge de quinze ans dans la classe de l'école de danse de l'Opéra national de Paris avec Clairemarie Osta. Les deux jeunes danseuses françaises dansent dans la classe de Claude Bessy. Cette dernière est à l'époque directrice de l'École de Danse. 
Quatorze ans plus tard, Aurélie Dupont et Claimarie Osta deviendront danseuses étoiles. 
La professeur dit aux élèves « Il faut pousser jusqu'au bout. C'est au moment de la fatigue que tu vas commencer de faire du progrès. ». « Si tu ne pousse pas jusqu'au bout, tu ne réussiras pas. »
Les documentaires mélangent des scènes avec Aurélie Dupont lors du cours du matin de Gilbert Mayer au sein du ballet de l'opéra, ses répétitions avec Mathias Heymann, José Carlos Martínez et Manuel Legris, une interview d'Aurélie Dupont et de Marie-Agnès Gillot ensemble, un entretien d'Aurélie Dupont et de Brigitte Lefèvre, quand Aurélie Dupont est enceinte de son premier fils Jacques qui sera né en juillet 2008.
Dans le cours du matin le professeur de danse Gilbert Mayer corrige les pirouettes d'Aurélie Dupont. Ensuite, celle-ci explique qu'on est obligé de prendre le cours tous les jours pour maintenir la discipline et que c'est pour la discipline et pour les danseurs, surtout parce qu'on se couche parfois tard dans la nuit. 
Soit dit en passant, de manière un peu ironique[pas clair], que dans leur carrière les danseurs sont « parfois obligés » d'interpréter des rôles dans des représentations qui durent jusque tard dans la nuit. C'est ainsi, qu'il n'y a que très peu de « possibles débordements de la veille » pour les danseurs qu'un critique a supposés comme cause[pas clair] du fait qu'une danseuse comme Aurélie Dupont a de temps en temps du mal à se lever le lendemain matin.
Lors de l'interview aux côtes de Marie-Agnès Gillot, Aurélie Dupont dit qu'elles font les mêmes exercices dans le cours du matin qu'elles ont faits quand elles avaient dix ans ce que Marie-Agnès Gillot confirme.
Brigitte Lefèvre demande à Aurélie Dupont si elle veut poursuivre sa carrière comme danseuse étoile.
Le film se termine avec le retour d'Aurélie Dupont sur la scène du Palais Garnier, après une absence de plus de douze mois.
Tournant ce film, Cédric Klapisch renonce délibérément aux commentaires. Les images et les entretiens parlent d'eux-mêmes.

## Fiche technique
- Titre : Aurélie Dupont, l'espace d'un instant
- Réalisation : Cédric Klapisch
- Montage : Guillaume Deffontaines
- Format : 4/3 (télévision)
- Production : Agathe Berman
- Année de réalisation : 2010
- Durée : 55 minutes

## Distribution
- Aurélie Dupont
- Marie-Agnès Gillot
- Mathias Heymann
- Manuel Legris
- José Carlos Martínez
- Gilbert Mayer
- Brigitte Lefèvre

## Origine du projet
Aurélie Dupont est la star du ballet de l'Opéra national de Paris.
Brigitte Lefèvre, la directrice de ce ballet de 1995 à 2014, invite Cédric Klapisch en 2002 à filmer l'une des danseuses étoile les plus renommées du ballet de l'Opéra national de Paris.

## Accueil critique
Amélie Bertrand, qui suit la plupart des représentations du ballet de l'Opéra de Paris, trouve le documentaire très réussi, mettant l'accent sur l'essentiel et les détails derrière la scène.
Selon Amélie Bertrand, « La caméra ne parle pas beaucoup d'artistique, elle se penche plutôt sur les doutes. Et pourtant, dès qu'Aurélie monte sur scène, on est happé par son personnage, par l'émotion, même à travers un écran de télévision. »